# Dante Alighieri
Dante Alighieri, italijanski pesnik, * maj/junij 1265, Firence, Italija, † 13./14. september 1321, Ravenna, Italija. Njegovo polno ime je Durante degli Alighieri, uporablja se tudi okrajšava Dante. Deloval je v poznem srednjem veku. Njegova Božanska komedija je bila izvirno imenovana 'Comedìa' (v sodobni italijanščini: Commedia), kasneje pa je Giovanni Boccaccio dodal še Divina. Gre za najpomembnejšo pesnitev srednjega veka in največje literarno delo v italijanskem jeziku. 

## Življenje
Dante se je rodil v vplivni florentinski družini, ki je pripadala stranki gvelfov. Ta se je nadalje delila na črne in bele gvelfe, med katere je spadala tudi družina Alighieri. Nasprotniki gvelfov so se imenovali gibelini. 
Dante je zatrjeval, da njegova rodbina izhaja od starih Rimljanov, vendar je njegov najstarejši sorodnik, ki ga še zna imenovati, živel v 12. stoletju. Dantejev oče, Alighiero di Bellincione, po zmagi gibelinov v bitki pri Montapertiju ni utrpel nobenih posledic, kar kaže na znatno veljavo njegove družine.
Dantejeva mati, Donna Bella degli Abati, je umrla, ko je bil Dante star 5 ali 6 let. Oče se je zatem kmalu poročil oziroma začel živeti z Lapo di Chiarissimo Cialuffi, ki mu je rodila še dva otroka, Francesca in Tano. 
O Dantejevi izobrazbi ni mnogo znanega, verjetno je študiral kar doma. Znano je, da je preučeval toskansko poezijo v času, ko se je na tem območju uveljavljala sicilska pesniška šola (Scuola poetica siciliana). Spoznal se je tudi s provansalskim pesništvom in z rimsko kulturo. Posebno je častil rimskega pesnika Vergila. 
V njegovem času je bila Italija mozaik majhnih državic, zato moramo poudariti, da Sicilija Dantejevi domovini Toskani ni bila nič bližje kot Provansa. Te pokrajine niso imele skupnega jezika ali kulture. Lahko domnevamo, da je bil Dante intelektualec, ki je bil dobro na tekočem z mednarodnim dogajanjem.  
Guido Cavalcanti, Lapo Gianni, Cino da Pistoia in Brunetto Latini so skupaj z Dantejem postali osrednji pesniki sladkega novega sloga (italijansko Dolce stil nuovo). Kasneje je Dante Brunetta iz zahvale za posredovano znanje posebej omenil v Božanski komediji.
V mladosti je Dante domnevno spoznal tudi Beatrice Portinari, hčer Folca Portinarija in se vanjo zaljubil, čeprav naj ne bi nikdar govoril z njo. Težko je ugotoviti večje podrobnosti o tej za italijansko kulturo zelo pomembni ljubezni, saj obstaja silno malo virov o obstoju domnevne Beatrice, Dantejev literarni zapis pa je dejstveno skrajno nezanesljiv. Nemogoče je dokončno ugotoviti celo, ali ni Dantejeva ljubezen do Beatrice popolnoma izmišljena. Že  Ernst Robert Curtius je v svojem delu Evropska literatura in latinski srednji vek (1948; slov prevod 2002) postavil tezo, da je Beatrice zgolj alegorija božje ljubezni in postavil pod vprašaj tezo, da je Dantejeva muza dejansko živela. Sodobna literarna znanost ugotavlja, da je Beatrice najbrž realna oseba, vendar je Dantejeva poezija namenjena različnim ženskam, ki jih je šele v svoji zreli dobi združil okoli enotne figure z imenom Beatrice.
Pojmovanje ljubezni Dante prevzema iz trubadurske poezije, s posredništvom sicilske pesniške šole in zlasti prek Guida Guinizellija, ki velja za predhodnika Sladkega novega sloga. Pod temi vplivi žensko vzpostavi kot idelano žensko, kot žensko-angela in jo v Božanski komediji poveže z neoplatonističnim pojmovanjem Boga in božje ljubezni. Idealizacija ženske, ki v primerjavi s trubadurji, bistveno poudarja religiozno komponento, je močno vplivala tudi na kasnejše avtorje, denimo na Francesca Petrarco.
Po domnevni Beatricini smrti je Dante iskal uteho v klasični književnosti. Vemo, da je bral Boetijeva in Cicerova filozofska dela in se kasneje posvetil študiju filozofije na verskih šolah. Udeležil se je spora med glavnima meniškima redoma dominikancev in frančiškanov. Prvi so razlagali nauke mistike in svetega Bonaventure, zadnji pa so predstavljali nauke Tomaža Akvinskega. Beatrice v Vicah kasneje graja to filozofsko strast.
Dante se je 11. junija 1289 udeležil bitke pri Campaldinu, kjer so se florentinski vitezi borili proti areškim. Leta 1294 je bil med vitezi, ki so spremljali Carla Martella Anžujskega, sina Charlesa Anžujskega, med njegovim bivanjem v Firencah.

### Politika v Firencah
Da bi se lahko ukvarjal s politiko, je postal tudi zdravnik in lekarnar, saj je zakon, izdan leta 1295, zahteval, da morajo plemiči, ki želijo prevzeti javni položaj, sodelovati v enem od Združenj umetnosti in obrti (Corporazioni di Arti e Mestieri). Dante je zato vstopil v lekarniški ceh. Izbor poklica ni bil popolnoma neprimeren, saj so se v njegovem času knjige prodajale v lekarnah. 
Gvelfi so se delili v dve stranki - bele gvelfe (Guelfi Bianchi), ki jih je vodil Vieri dei Cerchi, in črne gvelfe (Guelfi Neri) pod vodstvom Corsa Donatija. Bili so v medsebojnem sporu. 
V tem času se s politiko ni bilo lahko ukvarjati, saj je papež Bonifacij VIII. načrtoval vojaško zasedbo Firenc. Grožnja napada je povzročala težave, ki so presegale okvir mesta. Leta 1301 so v Firencah pričakovali obisk Charlesa de Valoisa, brata tedanjega francoskega kralja Filipa IV., ki naj bi po papeževem naročilu naredil mir v Toskani. Uprava mesta pa je pred nekaj tedni z namenom osvoboditve izpod papeške nadvlade odposlance svetega sedeža nespoštljivo obravnavala, zato so se pojavila mnenja, da je Charles de Valois prejel še neuradna navodila. Da bi se prepričali o papeževih namenih, je mestni svet poslal v Rim odposlanstvo, ki ga je vodil Dante. 
Papež je kmalu odpoklical ostale predstavnike in Danteja zaprosil, da ostane sam v Rimu. Istega dne (1. novembra 1301) je Charles de Valois vkorakal v Firence s črnimi gvelfi, ki so v naslednjih šestih dneh pustošili po mestu in pobili večino nasprotnikov. Vzpostavili so novo vlado, za župana (Podesta) je bil imenovan Cante dei Gabrielli di Gubbio. Dante je bil obsojen na dvoletno pregnanstvo in na plačilo visoke denarne kazni. Ker je na papežev »predlog« ostal v Rimu, je bil označen za begunca oziroma skrivača. Ker ni mogel plačati kazni, je bil obsojen na trajno pregnanstvo, v primeru, da bi ujeli florentinski vojaki, pa bi bil tudi usmrčen.

### Pregnanstvo in smrt
Pesnik se je udeležil številnih poskusov belih gvelfov, da bi si nazaj pridobili izgubljeno moč. Zaradi izdajstva so bili neuspešni. Dante, zagrenjen zaradi popolne prepuščenosti volji svojih sovražnikov ter zaradi neučinkovitosti in nebojevitosti nekdanjih zaveznikov, je začel pisati osnutke za svoje največje delo, Božansko komedijo. 
Kot gost Bartolomea Della Scala je odšel v Verono, se preselil v Sarzano v Liguriji, zatem pa je verjetno nekaj časa živel v Lucci pri gostoljubni gospe Gentucca. Za to se ji je kasneje zahvalil v Vicah (XXIV, 37). Nekateri viri trdijo, da se je v letih 1308-1310 mudil tudi v Parizu, drugi, sicer manj verodostojni, pa ga postavljajo celo v Oxford. 
Leta 1310 je Henrik VII. Luksemburški, vladar Svetega rimskega cesarstva, zavojeval Italijo. Dante je v njem videl priložnost za maščevanje, zato je napisal javna pisma njemu in nekaterim drugim italijanskim princem, v katerih jih je pozival k uničenju črnih gvelfov. Mešajoč verske in osebne skrbi je v njih nad svoje mesto usmeril božjo jezo in predlagal številne tarče, ki so bili pravzaprav njegovi sovražniki. 
V Firencah se je Baldo d'Aguglione opravičil večini pregnanih belih gvelfov v pregnanstvu, a Danteju ne, saj je s svojimi pismi Henriku šel predaleč.
Henrik je leta 1312 napadel Firence in porazil črne gvelfe, vendar o Dantejevi vpletenosti v spopad ni dokazov. Nekateri pravijo, da je sodelovanje pri napadu na rodno mesto zavrnil, ker je bil napadalec tujec, drugi pa so mnenja, da je Dante postal neprijeten celo za svojo stranko, ki je pazljivo odstranila sledove njegovih posredovanj. Henrik je umrl leta 1313 in z njim tudi Dantejevi upi o povratku v rodno mesto. Vrnil se je v Verono, kjer mu je Cangrande Della Scala zagotavljal določeno varnost in verjetno tudi znatno blaginjo, zato ga je Dante omenil v Raju (XVII, 76).
Leta 1315 je Uguccione della Faggiuola, vojaški uradnik, ki je nadzoroval Firence, ukazal, da morajo biti vsi pregnanci pomiloščeni. Na seznamu je bil tudi Dante. A Firence so zahtevale, da morajo ti državljani namesto plačila denarne kazni dopustiti, da jih v verski ceremoniji obravnavajo kot javne kršitelje. Dante se s tem ni strinjal in raje ostal v pregnanstvu. 
Ko je Ugoccione dokončno porazil Firence, je bila Dantejeva smrtna obsodba spremenjena v zaporno, a pod enim pogojem: da Dante odide v mesto priseč, da ne bo nikdar več vstopil v mesto. Pesnik ni odšel, zato je bila smrtna obsodba potrjena in razširjena še na njegove sinove.
Dante je še vedno upal, da bo na osnovi časti kasneje povabljen nazaj v domače mesto. Zanj je bilo pregnanstvo skoraj oblika smrti, ki mu je jemala veliko njegove osebnosti. Bolečino pregnanstva opisuje v XVII. spevu Raja. Upa tudi, da bodo njegove kosti po smrti vrnjene v domovino. Nahajajo se v Ravenni, kamor ga je povabil princ Guido Novello da Polenta leta 1318. Tu je Dante dokončal Raj in kmalu zatem umrl, najverjetneje za malarijo. Pokopan je v cerkvi San Pier Maggiore, ki je bila kasneje poimenovana po sv. Frančišku (San Francesco). Bernardo Bembo, beneški pretor, je leta 1483 pripomogel k izdelavi boljše grobnice. Na grobu so zapisane besede Dantejevega prijatelja Bernarda Canaccia:
parvi Florentia mater amoris
Firence, mati majhne ljubezni

## Delo
Dantejevo največje delo, versko-alegorični ep Božanska komedija (La Divina Commedia; 1307-1313, v slovenščino prevedeno 1972) pod vplivom novoplatonistične filozofije in drugih filozofskih in religioznih tokov opisuje pot epskega subjekta skozi pekel (Inferno), vice (Purgatorio) in raj (Paradiso). Vodi ga rimski pesnik Vergilij, ki ga kasneje zamenja Beatrice, ki predstavlja prispodobo božje ljubezni (agape). S tem delom je utemeljil toskanščino kot italijanski knjižni jezik. V okviru srednjeveške književnosti je bistvena novost tega dela v njegovih realističnih opisih oseb, ki so zgodovinsko in časovno konkretizirane (Erich Auerbach). Hkrati pa ohranjajo svojo alegorično vrednost, vrednost prispodobe, zato Erich Auerbach o Dantejevi Božanski komediji govori kot o delu t. i. figurativnega realizma.
Z zbirko Novo življenje ('Vita Nova'; okoli 1292, slovensko 1956) je sladki novi slog dosegel vrhunec. Obsega 31 pesmi, večinoma sonetov in kancon, ki v časovnem zaporedju govorijo o pesnikovem doživljanju domnevne ljubezni z Beatrice, dodani pa so jim prozni komentarji. Sodobna literarna veda (npr. Ignazio Baldelli) ugotavlja, da zbirka ponavlja imaginarno življenjsko pot provansalskih trubadurjev od mladostnega, radostnega pesnika ljubezni prek spreobrnjenja v zrelo pesništvo, ki ljubezen povezuje z religioznostjo. Prvič se takšen model pojavi v Italiju v t. i. Kodeksu Rediano št. 9, ki je bil zapisan v istem času kot Novo življenje, njegov domnevni avtor pa je Guittone iz Arezza. Novo življenje je tako jasno razdeljeno na dva dela: del Dantejeve mladostne in del Dantejeve zrele lirike. Prvi, mladostni del Novega življenja je očitno namenjen različnim ženskam, in ga šele kasneje dodani, avktorialni prozni komentarji umetno pripnejo na zgodbo o Beatrice, ki jo Dante skuša vzpostaviti kot svojo življenjsko in religiozno vodnico.. Dante torej umetno konstruira lastno narativo (zgodbo) o Beatrice - blaženi (beata/beatrix) ženski, pri čemer motiv blažene ženske očitno povzema po Gunizellijevi pesmi Al cor gentil rempaira sempre amore (Ljubezen se vselej vrača v plemenito srce), to pesem pa tudi Dante parafrazira v 19. knjigi Novega življenja in kasneje v Božanski komediji, v epizodi s Paolom in Francesco.
Pojmovanje ljubezni Dante, prek Gunizellija prevzema deloma iz trubadurske lirike, deloma pa ga pripenja na neoplatonistično pojmovanje božje ljubezni kot emanacije, ki so jo že neoplatonistični filozofi pogosto predstavljali z metaforo žarčenja svetlobe. Tako je božja ljubezen tudi pri Guinizelliju in Danteju pojmovana kot svetloba, ki seva tudi skozi človeške (=ženske) oči.
Dante je pisal tudi v latinščini. V delu O ljudskem jeziku (De vulgari eloquentia; 1304-1308) razpravlja o predhodnih delih v ljudskem jeziku, posebno o italijanskem lirskem pesništvu. V tem jeziku je napisana tudi Gostija (Convivio) (1304-1307), O monarhiji (De monarchia; po 1310)  in njegova javna pisma (Epistolae)
Dante je imel izjemen vpliv na kasnejšo književnost. Poznala sta ga tudi Matija Čop in France Prešeren, v slovenščino so ga začeli prevajati šele z začetkom 19. stoletja. Znani prevajalci so Aleš Ušeničnik, Alojz Gradnik, Ciril Zlobec in Andrej Capuder, ki je avtor celotnega prevoda Božanske komedije.
Znanstveno monografijo - zbornik o njem z naslovom Svetloba tudi v temì. Dante Alighieri (1265–1321), pesnik in vizionar (Ob 700. letnici pesnikove smrti) je uredila Neža Zajc (2023).